# Cyclodes omma
Cyclodes omma là một loài bướm đêm trong họ Noctuidae.